# Fotboll vid olympiska sommarspelen 1988
Fotboll vid olympiska sommarspelen 1988 i Seoul, Sydkorea spelades 17 september-1 oktober 1988. Sovjetunionen vann turneringen före Brasilien och Västtyskland.

## Medaljsummering
| Guld | Silver | Brons |
| Sovjetunionen · Aleksandr Borodjuk · Oleksij Tjerednyk · Igor Dobrovolskij · Sergej Fokin · Sergej Gorlukovitj · Arvidas Janonis · Gela Ketasjvili · Dimitrij Charin · Jevgenij Kuznetsov · Viktor Losev · Vladimir Ljutij · Aleksej Michajlitjenko · Arminas Narbekovas · Igor Ponomarev · Jurij Savitjev · Igor Skljarov · Vladimir Tatartjuk · Jevgenij JarovenkoAleksej Prudnikov · Vadim Tysjtjenko | Brasilien · Ademir · Aloísio · Andrade · Batista · Bebeto · Careca · André Cruz · Edmar · Geovani · João Paulo · Jorginho · Milton · Neto · Romário · Cláudio Taffarel · Luiz Carlos WinckRicardo Gomes · Mazinho · Valdo Filho · Zé Carlos | Västtyskland Rudi Bommer Holger Fach Wolfgang Funkel Armin Görtz Roland Grahammer Thomas Häßler Thomas Hörster Olaf Janßen Uwe Kamps Gerhard Kleppinger Jürgen Klinsmann Frank Mill Karl-Heinz Riedle Christian Schreier Michael Schulz Ralf Sievers Fritz Walter Wolfram WuttkeOliver Reck Gunnar Sauer |

Notera: Ovan nämnda spelare spelade minst en match i turneringen, spelarna under linjen var enbart uttagna till gruppen. Dock räknar International Olympic Committee medal database dem som medaljörer.

## Resultat

### Första omgången

#### Grupp A
| Nr | Lag          | S | V | O | F | GM | IM | MS | P |
| -- | ------------ | - | - | - | - | -- | -- | -- | - |
| 1  | Sverige      | 3 | 2 | 1 | 0 | 6  | 3  | +3 | 5 |
| 2  | Västtyskland | 3 | 2 | 0 | 1 | 8  | 3  | +5 | 4 |
| 3  | Tunisien     | 3 | 0 | 2 | 1 | 3  | 6  | −3 | 2 |
| 4  | Kina         | 3 | 0 | 1 | 2 | 0  | 5  | −5 | 1 |

| Hemma \ Borta | Kina | Sverige | Tunisien | Västtyskland |
| Kina          | —    | 0–2     | 0–0      | 0–3          |
| Sverige       | —    | —       | 2–2      | 2–1          |
| Tunisien      | —    | —       | —        | 1–4          |
| Västtyskland  | —    | —       | —        | —            |

#### Grupp B
| Nr | Lag       | S | V | O | F | GM | IM | MS  | P |
| -- | --------- | - | - | - | - | -- | -- | --- | - |
| 1  | Zambia    | 3 | 2 | 1 | 0 | 10 | 2  | +8  | 5 |
| 2  | Italien   | 3 | 2 | 0 | 1 | 7  | 6  | +1  | 4 |
| 3  | Irak      | 3 | 1 | 1 | 1 | 5  | 4  | +1  | 3 |
| 4  | Guatemala | 3 | 0 | 0 | 3 | 2  | 12 | −10 | 0 |

| Hemma \ Borta | Guatemala | Irak | Italien | Zambia |
| Guatemala     | —         | —    | —       | —      |
| Irak          | 3–0       | —    | —       | 0–2    |
| Italien       | 5–2       | —    | —       | —      |
| Zambia        | 4–0       | 2–2  | 4–0     | —      |

#### Grupp C
| Nr | Lag           | S | V | O | F | GM | IM | MS | P |
| -- | ------------- | - | - | - | - | -- | -- | -- | - |
| 1  | Sovjetunionen | 3 | 2 | 1 | 0 | 6  | 3  | +3 | 5 |
| 2  | Argentina     | 3 | 1 | 1 | 1 | 4  | 4  | 0  | 3 |
| 3  | Sydkorea      | 3 | 0 | 2 | 1 | 1  | 2  | −1 | 2 |
| 4  | USA           | 3 | 0 | 2 | 1 | 3  | 5  | −2 | 2 |

| Hemma \ Borta | Argentina | Sovjetunionen | Sydkorea | USA |
| Argentina     | —         | 1–2           | —        | —   |
| Sovjetunionen | —         | —             | —        | —   |
| Sydkorea      | 1–2       | 0–0           | —        | 0–0 |
| USA           | 1–1       | 2–4           | —        | —   |

#### Grupp D
| Nr | Lag         | S | V | O | F | GM | IM | MS | P |
| -- | ----------- | - | - | - | - | -- | -- | -- | - |
| 1  | Brasilien   | 3 | 3 | 0 | 0 | 0  | 0  | 0  | 6 |
| 2  | Australien  | 3 | 2 | 0 | 1 | 0  | 0  | 0  | 4 |
| 3  | Jugoslavien | 3 | 1 | 0 | 2 | 0  | 0  | 0  | 2 |
| 4  | Nigeria     | 3 | 0 | 0 | 3 | 0  | 0  | 0  | 0 |

| Hemma \ Borta | Australien | Brasilien | Socialistiska federativa republiken Jugoslavien | Nigeria |
| Australien    | —          | 0–3       | 1–0                                             | 1–0     |
| Brasilien     | —          | —         | 2–1                                             | 4–0     |
| Jugoslavien   | —          | —         | —                                               | —       |
| Nigeria       | —          | —         | 1–3                                             | —       |

### Slutspel
|  | Kvartsfinaler          | Kvartsfinaler        |                      |       | Semifinaler | Semifinaler |  |  | Final | Final |
|  |                        |                      |                      |       |             |             |  |  |       |       |
|  | 25 september - Daegu   |                      |                      |       |             |             |  |  |       |       |
|  |                        |                      |                      |       |             |             |  |  |       |       |
|  | Sverige                | 1                    |                      |       |             |             |  |  |       |       |
|  | Sverige                | 1                    | 27 september - Busan |       |             |             |  |  |       |       |
|  | Italien (e.f.)         | 2                    |                      |       |             |             |  |  |       |       |
|  | Italien (e.f.)         | 2                    | Italien              | 2     |             |             |  |  |       |       |
|  | 25 september - Busan   |                      | Italien              | 2     |             |             |  |  |       |       |
|  |                        | Sovjetunionen (e.f.) | 3                    |       |             |             |  |  |       |       |
|  | Sovjetunionen          | Sovjetunionen (e.f.) | 3                    | 3     |             |             |  |  |       |       |
|  | Sovjetunionen          |                      | 1 oktober - Seoul    | 3     |             |             |  |  |       |       |
|  | Australien             | 0                    |                      |       |             |             |  |  |       |       |
|  | Australien             | 0                    | Sovjetunionen (e.f.) | 2     |             |             |  |  |       |       |
|  | 25 september - Gwangju |                      | Sovjetunionen (e.f.) | 2     |             |             |  |  |       |       |
|  |                        | Brasilien            | 1                    |       |             |             |  |  |       |       |
|  | Zambia                 | Brasilien            | 1                    | 0     |             |             |  |  |       |       |
|  | Zambia                 | 27 september - Seoul |                      | 0     |             |             |  |  |       |       |
|  | Västtyskland           | 4                    |                      |       |             |             |  |  |       |       |
|  | Västtyskland           | 4                    | Västtyskland         | 1 (2) |             |             |  |  |       |       |
|  | 25 september - Seoul   |                      | Västtyskland         | 1 (2) |             |             |  |  |       |       |
|  |                        | Brasilien            | 1 (3)                |       | Bronsmatch  | Bronsmatch  |  |  |       |       |
|  | Brasilien              | Brasilien            | 1 (3)                | 1     | Bronsmatch  | Bronsmatch  |  |  |       |       |
|  | Brasilien              |                      | 30 september - Seoul | 1     |             |             |  |  |       |       |
|  | Argentina              | 0                    |                      |       |             |             |  |  |       |       |
|  | Argentina              | 0                    | Italien              | 0     |             |             |  |  |       |       |
|  |                        |                      |                      |       |             |             |  |  |       |       |
|  | Västtyskland           | 3                    |                      |       |             |             |  |  |       |       |
|  | Västtyskland           | 3                    |                      |       |             |             |  |  |       |       |

## Deltagande lag
Varje land fick skicka ett lag bestående av 20 spelare till tävlingen. Totalt skickades 314 spelare.
Totalt deltog 268 spelare från 16 länder.
- Argentina 16 från en trupp på 19
- Australien 16 från en trupp på 20
- Brasilien 16 från en trupp på 20
- Kina  14 från en trupp på 18
- Irak 16 från en trupp på 20
- Italien 18 från en trupp på 20
- Sydkorea 16 från en trupp på 20
- Nigeria 17 från en trupp på 20
- Sverige 17 från en trupp på 20
- Tunisien 19 från en trupp på 20
- USA 16 från en trupp på 20
- Sovjetunionen 18 från en trupp på 20
- Västtyskland 18 från en trupp på 20
- Sovjetunionen 18 från en trupp på 20
- Jugoslavien 16 från en trupp på 20
- Zambia 18 från en trupp på 20

(*) NOTE: Enbart spelade som deltog i minst en match räknades

## Kvalspel
Följande 16 lag kvalificerade sig för 1988 års olympiska fotbollsturnering:
| - Afrika (CAF) - Nigeria - Tunisien - Zambia - Asien (AFC) - Kina - Irak - North & Central America (CONCACAF) - Guatemala (ersättare för Mexiko) - USA | - Sydamerika (CONMEBOL) - Argentina - Brasilien - Oceanien (OFC) - Australien - Europa (UEFA) - Italien - Sverige - Sovjetunionen - Västtyskland - Jugoslavien - Hemmalag - Sydkorea |

## Spelplatser
- Olympic Stadium – Seoul
- Dongdaemun Stadium – Seoul
- Daegu Civil Stadium – Daegu
- Goodeok Stadium – Busan
- Gwangju Stadium – Gwangju
- Hanbat Stadium – Daejeon

## Domare
| Afrika - Jean-Fidele Diramba - Baba Laouissi - Badara Sene Asien - Jamal Al Sharif - Choi Gil-Soo - Mandi Jassim - Shizuo Takada Sydamerika - Juan Daniel Cardellino - Arnaldo Cézar Coelho - Jesús Díaz - Juan Carlos Loustau - Hernán Silva | Nord- och Centralamerika - Edgardo Codesal - Lennox Sirjuesingh - Vincent Mauro Europa - Gérard Biguet - Keith Hackett - Kenny Hope - Kurt Röthlisberger - Tullio Lanese - Michał Listkiewicz - Karl-Heinz Tritschler - Alexey Spirin Oceanien - Chris Bambridge |

## Skytteligan
Totalt 52 spelare gjorde 95 mål (inklusive ett självmål) på de 32 matcherna. Bara Kina gick mållösa ur turneringen.
| Plats | Namn                   | Land          | Mål |
| ----- | ---------------------- | ------------- | --- |
| 1.    | Romário                | Brasilien     | 7   |
| 2.    | Igor Dobrovolskij      | Sovjetunionen | 6   |
|       | Kalusha Bwalya         | Zambia        | 6   |
| 4.    | Aleksej Michajlitjenko | Sovjetunionen | 5   |
| 5.    | Jürgen Klinsmann       | Västtyskland  | 4   |
| 6.    | Frank Mill             | Västtyskland  | 3   |
|       | Pietro Paolo Virdis    | Italien       | 3   |
|       | Carlos Alfaro          | Argentina     | 3   |
|       | Jan Hellström          | Sverige       | 3   |